# 営業放送システム
営業放送システム（えいぎょうほうそうしすてむ）は、民間放送局（民放）に設けられる基幹業務系システムで、民放が放送する番組や、コマーシャルメッセージ (CM) などを一元的に管理するシステムである。略して「営放システム」と称する。

## 概要
日本の放送は公共放送であるNHKと、商業放送である民放の2体制がある。NHKの収入源はおもに受信者からの受信料であるが、民放は、広告出稿者（スポンサー）と契約して定めた日時にスポンサーのCMを放送して収入を得る。「時間」は民放にとって商品であり、24時間をスポンサーに「切り売り」して収入を得る。
民放では放送開始当初から、通常の放送内容を編成するグループと、CMを編成するグループを設け、2グループが連携して1日分の番組を完成し、放送する体制を採った。これが営放システムの原型である。
出稿料金（CM料金）は、放送時間帯、曜日、放送形態、すなわち各番組中にCMを放送するか、各番組間で放送するか、短期に何本放送するか、長期間にひとつの番組中で放送するか、など細分化している。地上波民放の営業エリアは各都道府県単位とされていることから、全国CMは各系列局毎の料金分配計算などが煩雑である。
放送開始当初の営放システムは、全てが人間の労力で構成されて手間と時間を費やしたが、コンピュータの発達により1960年代から急速に機械化（自動化）された。初期はPCS (Punched Card System) を応用した半自動システムを導入したが、その後、契約情報などを磁気テープや磁気ディスク装置などに保存してコンピュータで処理した。これはEDPS (Electronic Data Processing System) であり、民放では営放システムをEDPS、あるいはEDP (Electronic Data Processor) と称することがある。
スポンサーと出稿契約が成立したのちに、CMの詳細な内容を営放システム端末へ入力すると、コンピュータがシステム上で自動編成する。通常の放送内容の編成もシステムとして一体化しており、各所端末から入力した番組データは、システム上で1日分の番組としてまとめて管理する。各番組データは主調整室の自動番組制御装置などへ送出して放送に供する。
NHKも放送の進行や管理をコンピュータシステムで自動化しているが、営放システムとは構成が異なる。

## 営放システムを用いる番組編成と放送
営放システムは広く担務するが、番組編成から放送確認までを下記する。

### 基本番組表の作成
番組編成グループは各部門と連携し、大枠となる曜日毎の「基本番組表」を作成し、システムに入力して管理する。番組改編はこの基本番組表の改編を意味する。基本番組表を簡略化したものを「タイムテーブル」としてスポンサーなどに提示する。

### 放送進行データの作成
番組は各放送内容を時間軸で並べたものを意味するが、民放ではCM以外の放送内容をまとめて「番組」と称する。
- 通常は番組とCMを交互に放送する。番組編成グループは基本番組表に従い、番組とCM各々の放送開始と終了時刻の枠組みをシステム上で構築する。番組を放送する時間枠を番組枠、CMを放送する時間枠をCM枠と称する。この段階で各番組枠の詳細を決定する。
- 営業グループは、タイムテーブルとそれぞれの番組内容などをスポンサーに提示してCM販売を営業する。CM編成グループは、CMの詳細な内容データをシステムへ入力してCM枠に各スポンサーのCMを割り付ける。この段階で各CM枠の詳細を決定する。
- 上記作業により日々の放送進行データが完成し、「放送進行表」を作成して「原本」とする。放送進行表を簡略化したものを作成し、番組表として新聞などの媒体へ提供する。
- 完成した番組やCMのデータは素材ごとにあらかじめ登録し、「CMコード」「番組コード」などのコードを用いて管理する。放送進行データは、枠ごとに当該コードを入力して作成する。

### 放送
放送当日もしくはその数日前に、営放システムから主調整室の自動番組制御装置などへ放送進行データを送出し、実際の放送に備える。主調整室では監視員が、放送進行表と照合しながら「放送品質」を放送と同時進行で確認する。代替手段による確認体制を用い、監視員を置かない場合もある。放送進行表と実際の放送で不整合が発生した場合は、直ちに対策する。

### 放送確認
放送終了後は、放送内容を番組自動制御装置などから営放システムへ返送し、原本データと照合する。主調整室の監視員によるリアルタイムチェックの結果なども併せて照合し、放送記録とする。正常な放送を確認すると、スポンサーに「放送確認書」を発行する。

## 営放システムの進歩とCM間引き
1980年代以降の営放システムは信頼性が向上し、自動番組制御装置などと併せて番組やCMの放送の完全自動化が可能となり、各民放で省力化が進行した。不正対策やチェック体制はシステムに整備されず、不祥事が発生した。
福岡放送と北陸放送は、CMの放送を間引いて未放送分のCM料金をスポンサーから受け取っていたことが判明し、1997年に日本民間放送連盟（民放連）から会員活動の1年間停止を処分された。静岡第一テレビも同様の事例が判明して1999年に民放連から除名処分を受け、2000年に再入会した。
一般企業などで用いられるEDPSと異なり、営放システムは開発当初から放送事故防止を重視して改良を重ねて、不正などは想定しておらず、CM間引きなどに対して全く無防備であった。上記事例ののちに営放システムは、一般のEDPSと同様に、不正防止を目的とした2重、3重のチェック機能を付加した。